# Hugo Wank
Hugo Wank (* 27. Mai 1905 in St. Veit an der Glan; † 17. März 1988) war ein österreichischer Architekt und Designer.
Hugo Wank hat in der Zwischenkriegszeit in Vorarlberg bedeutende Bauten errichtet und auch Möbel entworfen.

## Werke
- Rathaus in Dornbirn

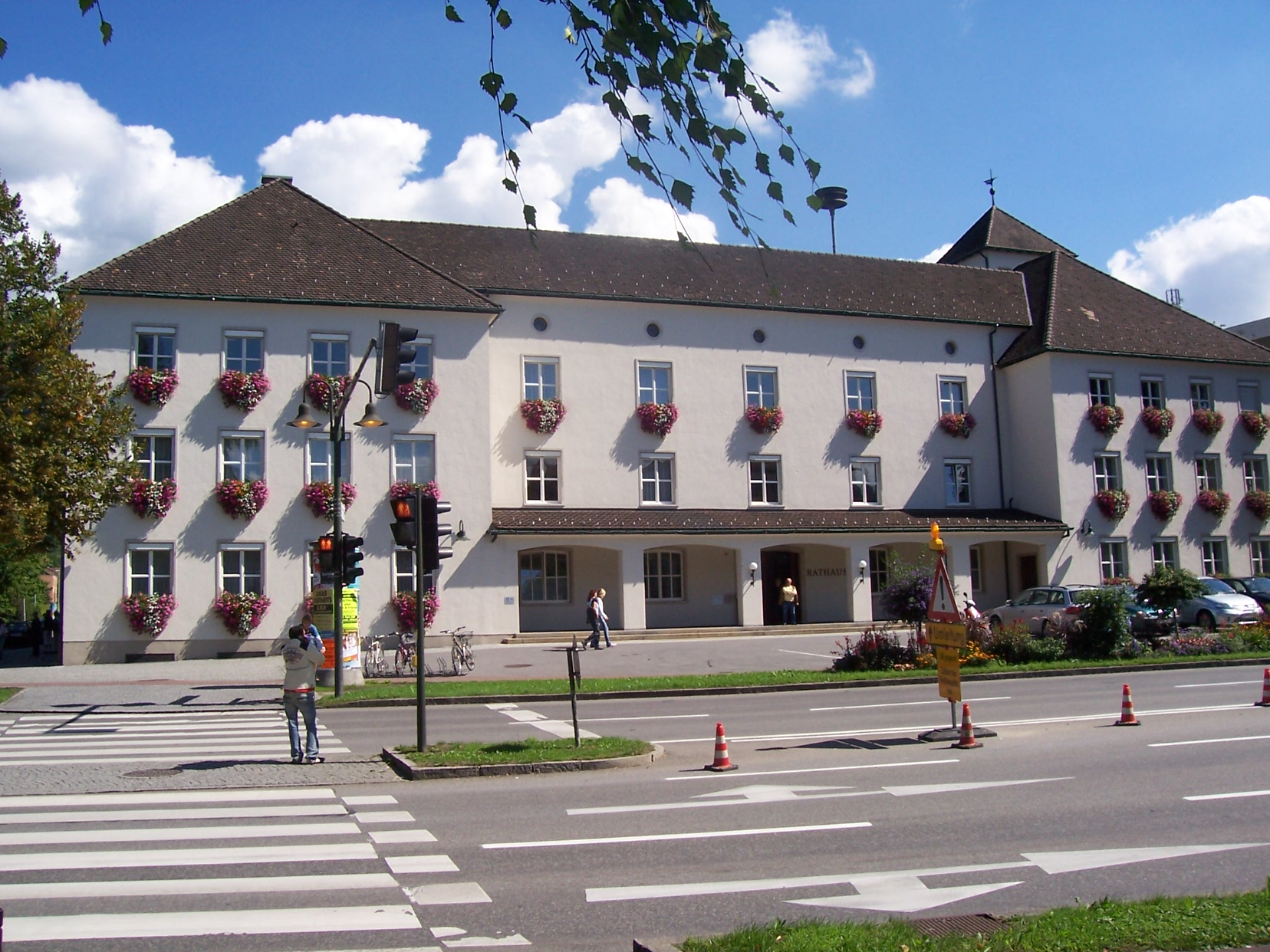
Das Dornbirner Rathaus an der Hauptstraße L190

- Arzthaus, Altweg 7 in Dornbirn (1930/31); Gebäude in massivem Eindruck mit sorgfältiger Detailgestaltung; erbaut von Hugo Wank zusammen mit dem Architekten Wilhelm Fleisch (* 28. April 1888 in Altach; † 11. September 1960 in Meran)
- „Altes Pfarrhaus“ in Lech (1930); im Heimatstil geplant
- Schießstand der Schützengilde Lustenau, Dornbirner Straße (1941)
- Rathaus Lochau
- Umbau im Rathaus Feldkirch: 
In den 30er-Jahren wurden das Rathaus und das alte Spital nach Plänen von Wilhelm Fleisch und Hugo Wank verbunden.[2]
- Einfamilienhaus, Jahnstraße 12, Dornbirn (1938/39)
- Hämmerle-Villen am Bödele
- Kriegerdenkmal am Liebfrauenberg, Rankweil (1951)
- Geschäfts-Wohnhaus in Hohenems, Kaiser-Franz-Joseph-Straße 2 (1956/57)
- Schulgebäude Hohenems (1960)[3][4]
- Kindergarten „Im Porst“, Dornbirn (1963)